# Молхо, Шломо
Соломон Молхо или Шломо Молхо (ивр. שלמה מולכו‎), от рождения Диогу Пирес (порт. Diogo Pires; 1500 — 13 декабря 1532) — португальский марран, занимавший высокую должность при короле Жуане III Благочестивом. Под влиянием Давида Реувени снова принял иудаизм и объявил себя «мессией». Странствовал совместно с Реувени. В 1532 году был арестован испанским королём Карлом V и 13 декабря 1532 года сожжён на костре в Мантуе как вероотступник.

## Биография
Диогу Пириш родился в 1500 году в Лиссабоне в семье марранов; получил хорошее светское образование. По складу характера интересовался мистикой и толкованием снов. В 1525 году встретился с Давидом Реувени, и, увидев во сне высшее предначертание, вопреки воле Реувени, совершил самостоятельно обрезание и принял еврейское имя Соломон Молхо. По совету Реувени бежал из страны, объяснив это божественным повелением; сам же Реувени был выслан королём.
Молхо прибыл в Салоники, где стал усердно изучать каббалу (под руководством Йосефа Тайтацака). Там он подружился с Йосифом Каро. Уже в Салониках у него появились ученики, он опубликовал сборник проповедей («Драшот», 1529), проникнутых мессианскими чаяниями.
6 мая 1527 года вышедшие из повиновения войска Карла V захватили Рим и жестоко разграбили город. Папа римский оказался заперт в замке и был выпущен на свободу за огромный выкуп. На Молхо сильно повлияло это событие, он стал указывать в проповедях на скорое избавление евреев. Он стал читать мессианские проповеди, собирая много слушателей, евреев и христиан.
Однако его стали преследовать как маррана-вероотступника, он поехал в Пезаро и в Рим. Он всё более утверждался в своей роли мессии, а Реувени он считал своим пророком. В Риме он представился как посланец от Реувени и выдержал 30-дневный пост возле папского дворца.
Папа Климент VII принял его приветливо. Молхо стал делать предсказания на основании своих пророческих снов. Он предрёк наводнение 1530 году в Риме и землетрясение в 1531 году в Португалии. Когда его предсказания сбылись, доверие к нему значительно выросло. Папа выдал ему охранную грамоту.
В 1530 году Молхо ездил в Венецию, где встретился с Реувени. В ходе их бесед у них возникли разногласия, однако они продолжали действовать совместно.
Против Реувени плелось много интриг и доносов, его приговорили к сожжению за пропаганду иудаизма среди христиан, но его спасло заступничество папы римского. Однако он был вынужден покинуть Рим.
В 1532 году Молхо вместе с Реувени направились в Регенсбург на встречу германских князей под предводительством императора Карла V. Предположительно, их целью было поднять евреев на войну с турками. Однако по приказу императора Молхо был арестован. На суде в Мантуе он отказался отречься от своих убеждений и вернуться в христианство, и был сожжён на костре. Перед смертью он заявил: «Мне до сих пор горько за то время, что я был христианином, и сердце моё негодует. Теперь поступайте как вам угодно, а душа моя вернётся к Создателю, пребывая в той вере, что и в дни своей юности, ибо хорошо мне с тех пор».

## Характеристика учения
Молхо перенял идеи Реувени об освобождении Святой Земли от турок объединёнными силами евреев и христиан. Он позиционировал себя как воин, обладал военной атрибутикой (флагами, доспехами). При этом он считал себя мессией, а Реувени своим пророком. Молхо прошёл краткие курсы Талмуда и каббалы в Салониках, однако не выдвигал существенных теоретических положений. Среди еврейских общин в Европе Молхо приобрёл большую популярность. Многие евреи и марраны Италии не верили в сожжение Молхо, считая, что он сумел в очередной раз спастись от инквизиции.

## Оценка деятельности
Молхо оказал большое влияние на еврейские общины, мессианское движение в 1531 году распространилось в Польше. Его личные вещи, как реликвия, сохранились в Праге. Идеи Молхо оказали значительное влияние на саббатианство.
Мифологизированная биография Реувени и похождения Молхо описаны в романе М. Брода «Реувени, князь иудейский» (1927).
Молхо (Диего Пиресу) посвящена русскоязычная поэма в прозе Иммануила Великовского «Тридцать дней и ночей Диего Пиреса на мосту Святого Ангела» (под псевдонимом Эмануил Рам; Париж, изд. «Парабола», 1935).
Даниэль Клугер в своем приквеле к роману Дюма «Мушкетер» делает его предком Портоса.